# سيماو سابروسا

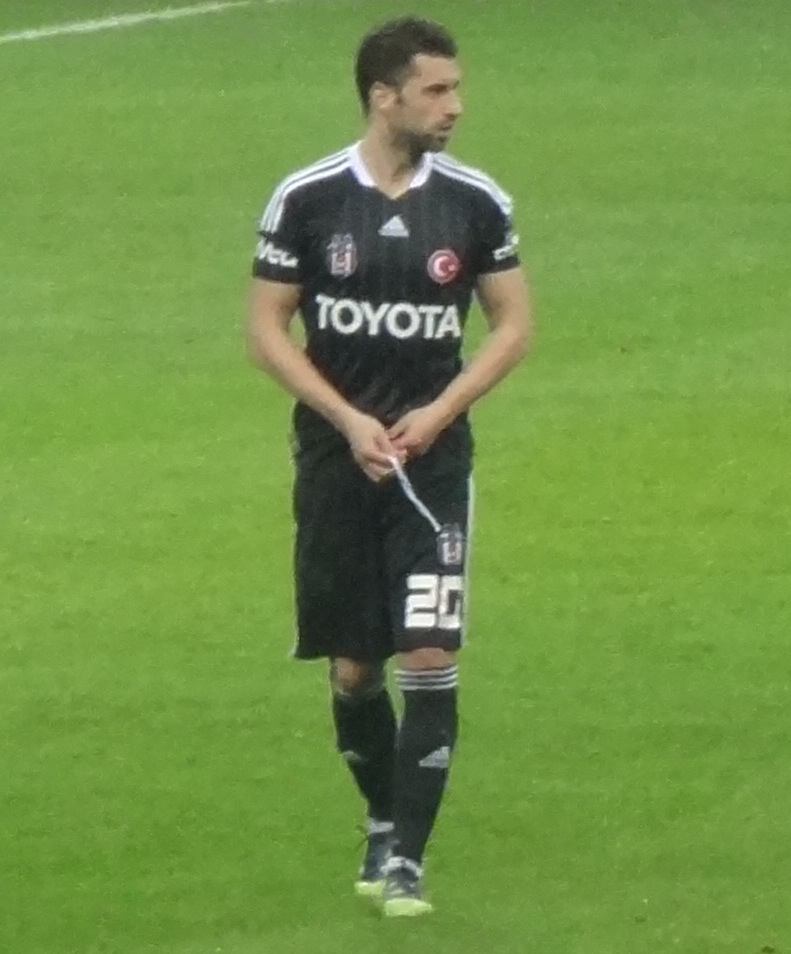
سيماو سابروسا

سيماو بيدرو فونسيكا سابروسا (بالبرتغالية: Simão Sabrosa‏)، من مواليد 31 أكتوبر 1979 في كونستانتيم في فيلا ريل في البرتغال، لاعب كرة قدم برتغالي.
بدأ مسيرته الكروية مع نادي سبورتنغ لشبونة في عام 1997، ولعب معهم حتى عام 1999، وشارك معهم في 53 مباراة وسجل 12 هدف، وفي عام 1999 انتقل إلى نادي برشلونة الإسباني، ولعب معهم حتى عام 2001، وشارك معهم في 46 مباراة وسجل 3 أهداف، وفي عام 2001انتقل للعب مع نادي بنفيكا. في موسم 2007/08 انتقل سيماو إلى نادي أتلتيكو مدريد في صفقة قياسية تجاوزت 20 مليون يورو.
مسيرته مع النادي :
بدأ مسيرته الأحترافيه في نادي سبورتنغ لشبونة وذلك في عام 1997-1999 ولعب 53 مباراة وسجل 12 هدف.
ثم انتقل إلى الليجا الأسبانية مع نادي برشلونة بمبلغ 15 مليون يورو وكان مستوى سيماو مع النادي الكاتلوني منخفض وشارك في 46 مباراة
وسجل 3 أهداف فقط.
ثم انتقل إلى بنفيكا بمبلغ 12 مليون € وذلك في عام 2001ولعب في 127 مباراة وسجل 76 هدف.
في صيف 2007-08 انتقل إلى أتلتيكو مدريد بصفقه وصلت قيمتها إلى 20 مليون€ وشارك في 30 مباراة وسجل 7 أهداف في الدوري، وفي كأس الاتحاد
الأوروبي وسجل 3 أهداف من ستة مباريات، ولم يسجل في كأس ملك إسبانيا.
في ثاني موسم لعب 33 مباراة وسجل 7 أهداف في الدوري، وقدم أداء جيد جدا وأسطوري أمام فياريال في الذهاب وجيد جدا أمام فياريال في الإياب، ويذكر
انه سجل الهدف الـ 4000 لـ الأتلتيكو في الدوري الإسباني أمام ديبورتيفو لاكرونيا في الإياب 2-1، وفي دوري الأبطال سجل هدفين من 8 مباريات
و قد بدأ باللعب مع منتخب البرتغال لكرة القدم منذ عام 1998.

## مسيرته الكروية
لعب سيماو سابروسا خلال مسيرته الاحترافية مع 7 أندية في عشرون موسمًا وسجل خلالها 125 هدف ضمن 500 مباراة. حيث فاز في موسمين بالكأس وفي موسم واحد بالدوري.
خاض سيماو سابروسا مسيرته مع نادي سبورتينغ لشبونة في موسم 1996–97 واستمر معه طيلة ثلاثة مواسم، مشاركًا في 53 مباراة سجل خلالها 12 هدفًا. ثم انتقل إلى نادي برشلونة في موسم 1999–00 ولمدة موسمين، حيث شارك في 46 مباراة سجل خلالها 3 أهداف. لينتقل بعدها إلى نادي بنفيكا في موسم 2001–02 ليلعب معه ستة مواسم، مشاركًا في 172 مباراة سجل خلالها 76 هدفًا. ثم انتقل إلى نادي أتلتيكو مدريد في موسم 2007–08 ليلعب معه أربعة مواسم، مشاركًا في 113 مباراة سجل خلالها 20 هدف. هذا وانتقل لاحقًا إلى نادي بشكتاش في موسم 2010–11 ولمدة موسمين، مشاركًا في 46 مباراة سجل خلالها 8 أهداف. ثم انتقل بعدها إلى نادي إسبانيول في موسم 2012–13 ولمدة موسمين، مشاركًا في 60 مباراة سجل خلالها 3 أهداف. ليعود وينتقل من جديد، لكن هذه المرة إلى نورث إيست يونايتد ما بين عامي 2015 و2016 لمدة موسم واحد، مشاركًا في 10 مباريات سجل خلالها 3 أهداف أيضًا.

## روابط خارجية
- سيماو سابروسا على موقع الاتحاد الدولي (مؤرشف)  (الإنجليزية)
- سيماو سابروسا على موقع الاتحاد الأوربي (الإنجليزية)
- سيماو سابروسا على موقع اتحاد تركيا (لاعب) (الإنجليزية)
- سيماو سابروسا على موقع قاعدة بيانات كرة القدم.إي يو (الإنجليزية)
- سيماو سابروسا على موقع ليكيب (الفرنسية)
- سيماو سابروسا على موقع ناشيونال فوتبول تيمز (الإنجليزية)
- سيماو سابروسا على موقع Soccerbase.com (لاعب) (الإنجليزية)
- سيماو سابروسا على موقع Soccerway.com (الإنجليزية)
- سيماو سابروسا على موقع عالم كرة القدم.نت (الإنجليزية)
- سيماو سابروسا على موقع AS.com (الإسبانية)